# Lovre Kalinić
Lovre Kalinić (nascut el 3 d'abril de 1990) és un futbolista professional croat que juga com a porter al Hajduk Split, jugà a l'Aston Villa FC a la Premier League, i juga per la selecció croata de futbol.